# Íss
| Nombre            | Protonórdico    | Anglosajón  | Nórdico antiguo | Nórdico antiguo |
| Nombre            | *Isaz           | Is          | Íss             | Íss             |
| Nombre            | "hielo"         |             |                 |                 |
| Forma             | Futhark antiguo | Futhorc     | Futhark joven   | Futhark joven   |
| Forma             |                 |             |                 |                 |
| Unicode           | ᛁ U+16C1        | ᛁ U+16C1    | ᛁ U+16C1        | ᛁ U+16C1        |
| Transliteración   | i               | i           | i               | i               |
| Transcripción     | i               | i           | i               | i               |
| Sonido FIA        | [i(ː)]          | [i(ː)]      | [i(ː)]          | [i(ː)]          |
| Puesto alfabético | 11              | 11          | 9               | 9               |
| Ætt               | Ætt de Odín     | Ætt de Odín | Ætt de Odín     | Ætt de Odín     |

Íss o Ís es el nombre en nórdico antiguo (en sus dialectos islandés y noruego respectivamente) de la runa ᛁ que equivale a la i, que significa hielo. El nombre para el protonórdico se ha reconstruido lingüísticamente como *isaz. El nombre de esta runa en el futhorc anglosajón es is.
La letra equivalente en el alfabeto gótico 𐌹 se llama eis. Su origen etimológico podría hundir sus raíces en el nombre la diosa egipcia Isis.

## Poemas rúnicos
La runa aparece en los tres poemas rúnicos conocidos:
| Poema rúnico: | Traducción: |
| Noruego antiguo I Ís köllum brú bræiða; blindan þarf at læiða.                                                           | Llamamos hielo al puente ancho; el hombre ciego debe ser guiado.                                                                                           |
| Islandés antiguo I Íss er árbörkr ok unnar þak ok feigra manna fár. glacies jöfurr.                                      | El hielo corteza de los ríos y la tapa de la vajilla y la destrucción de la condenación.                                                                   |
| Anglosajón I Is byþ ofereald, ungemetum slidor, glisnaþ glæshluttur gimmum gelicust, flor forste geworuht, fæger ansyne. | El hielo es muy frío y resbaladizo sin medida; Brilla tan claro como el vidrio y más que las gemas; Es el suelo hecho por la escarcha, a considerar justo. |